# Mimì e le ragazze della pallavolo
Mimì e le ragazze della pallavolo (あしたへアタック！?, Ashita e atakku, lett. "Attacco verso il domani"), è una serie televisiva anime spōkon prodotta nel 1977 dalla Nippon Animation in 23 episodi. È stata trasmessa per la prima volta in Giappone dal 4 aprile al 5 settembre 1977 su Fuji Television e in Italia da Italia 1 a partire dal 13 settembre 1982, replicata successivamente da Telemontecarlo e dalle televisioni locali.

## Trama
Il club di pallavolo del liceo internazionale Tachibana è stato sciolto a causa della tragica morte di un'allieva; si racconta addirittura che il suo fantasma si aggiri ancora nella sede del club. Mimì Miceri, anch'essa allieva della scuola, si impegna con tutte le sue forze per riaprirlo, lottando contro l'indifferenza se non l'avversione degli altri studenti. Affrontando molti problemi che sembrano più volte minare il suo progetto, riesce finalmente a formare una squadra di sei ragazze per poter partecipare ai campionati giovanili.

## Doppiaggio
Il doppiaggio italiano è stato effettuato presso lo studio Richmond Sound ed è caratterizzato dalla presenza di pochi attori che doppiano molti personaggi ciascuno, tentando di camuffare la voce.
| Personaggio                  | Doppiatore originale | Doppiatore italiano |
| ---------------------------- | -------------------- | ------------------- |
| Mimì Miceri (Mimi Hijiri)    | Mami Koyama          | Monica Cadueri      |
| Jenny Maxwell (Asuka Ichijo) | Rihoko Yoshida       | Laura Boccanera     |
| Sig. O'Hara (Daisuke Hara)   | Makio Inoue          | Leo Valeriano       |
| Karin                        |                      | Gabriella Andreini  |
| Kiuki Yak                    |                      | Laura Boccanera     |
| Primo telecronista           |                      | Leo Valeriano       |
| Secondo telecronista         |                      | Giuliano Santi      |
| Sankiki                      | Kazuya Tatekabe      | Leo Valeriano       |
| Tomasa                       |                      | Monica Cadueri      |
| Voce narrante                | Kei Tomiyama         | Leo Valeriano       |

## Episodi
| Nº | Titolo italiano Giapponese 「Kanji」 - Rōmaji                                           | In onda          | In onda |
| Nº | Titolo italiano Giapponese 「Kanji」 - Rōmaji                                           | Giapponese       |         |
| 1  | Il club della pallavolo 「バレー部を廃止せよ!」 - bare bu wo haishi seyo!               | 4 aprile 1977    |         |
| 2  | Il professor Michael O'Hara 「偽りのキャプテン」 - itsuwari no kyaputen                 | 11 aprile 1977   |         |
| 3  | Abbiamo uno sponsor 「たった一人の後援会」 - tatta hitori no kōenkai                    | 18 aprile 1977   |         |
| 4  | La prima partita 「潮風のサーブ」 - shiokaze no sabu                                    | 25 aprile 1977   |         |
| 5  | Il serpente di legno 「心の中の蛇」 - kokoro no nakano hebi                             | 2 maggio 1977    |         |
| 6  | Un momento difficile 「初出場めざして!」 - hatsushutsujō mezashite!                     | 9 maggio 1977    |         |
| 7  | Una vera partita 「恐怖の殺人スパイク」 - kyōfu no satsujin supaiku                     | 16 maggio 1977   |         |
| 8  | Attacco fulminante 「試練の稲妻攻撃」 - shiren no inaduma kōgeki                        | 23 maggio 1977   |         |
| 9  | Una partita pericolosa 「死闘!ミミ対京子」 - shitō! mimi tsui kyōko                     | 30 maggio 1977   |         |
| 10 | La sfida 「春季バレーボール大会開幕」 - shunki bareboru taikai kaimaku                  | 6 giugno 1977    |         |
| 11 | Il passato di Jenny 「秘められた明日香の過去」 - hime rareta asuka no kako              | 13 giugno 1977   |         |
| 12 | L'ora della verità 「火をふく二段スパイク」 - hi wofuku nidan supaiku                   | 20 giugno 1977   |         |
| 13 | Il nuovo capitano 「キャプテンの心」 - kyaputen no kokoro                               | 27 giugno 1977   |         |
| 14 | Verso le semifinali 「激闘!決勝戦」 - gekitō! kesshōsen                                 | 4 luglio 1977    |         |
| 15 | Il colpo del drago 「竜踊りアタック」 - ryū odori atakku                                | 11 luglio 1977   |         |
| 16 | La ragazza dei monti nevosi 「北海の雄!大雪山学院」 - hokkai no osu! daisetsuzan gakuin | 18 luglio 1977   |         |
| 17 | Le due gemelle 「光と影作戦の謎」 - hikato kage sakusen no nazo                         | 25 luglio 1977   |         |
| 18 | Formazione a V 「インターハイ目指して!」 - intahai mezashi te!                          | 1º agosto 1977   |         |
| 19 | Il mistero dell'uomo senza mano 「コートに迫る黒い魔手」 - koto ni semaru kuroi ma te   | 8 agosto 1977    |         |
| 20 | Una partita computerizzata 「恐るべし!コンピューターバレー」 - osorubeshi! konpyutabare | 15 agosto 1977   |         |
| 21 | Adesso o mai più 「この一打にすべをかけて!」 - kono ichida nisubewokakete!              | 22 agosto 1977   |         |
| 22 | L'ultima partita 「苦しみと悲しみの優勝戦」 - kurushi mito kanashimi no yūshōsen        | 29 agosto 1977   |         |
| 23 | Campioni!!! 「明日という青春のために」 - ashita toiu seishun notameni                   | 5 settembre 1977 |         |

## Sigle
- Mimi e le ragazze della pallavolo, testo e musica di Lucio Macchiarella e cantata da Georgia Lepore

- E vai Mimì, testo di Arianna Bergamaschi e Fabrizio Berlincioni, musica di Silvio Amato, e cantata da Luana Heredia dei Cartoon Kids

## Altre trasposizioni anime sul tema
Nel 1969 lo studio di animazione giapponese Tokyo Movie Shinsha aveva già prodotto Mimì e la nazionale di pallavolo, un altro anime sul tema del gioco della pallavolo, che contrariamente a quanto potrebbe suggerire il titolo italiano, non ha nulla a che vedere con la serie della Nippon Animation anche se in Mimì e le ragazze della pallavolo sono presenti molti elementi tratti da questo anime.